# Risa Niigaki
Risa Niigaki (Niigaki Risa (新垣 里沙?); n. 20 octombrie 1988, Yokohama, Japonia) este un idol japonez, cântăreață, actriță și fostă asociată cu Hello! Project. A fost membră a formației pop Morning Musume, ca care s-a alăturat în 2001, împreună cu Ai Takahashi, Asami Konno și Makoto Ogawa. Ea a crescut în Yokohama, după ce familia ei s-a mutat acolo la vârsta de șase ani. A fost cel mai longeviv membru al Morning Musume; a fost lider al trupei din octombrie 2011 până la 18 mai 2012.

## Filmografie

### Filme
- 2002 – Tokkaekko (とっかえっ娘。?)
- 2003 – Koinu Dan no Monogatari (子犬ダンの物語?)

### Drame
- 2002 – Angel Hearts
- 2002 – Ore ga Aitsu de Aitsu ga Ore de (おれがあいつであいつがおれで?)
- 2008 – Hitmaker Aku Yū Monogatari ca Kei de la Pink Lady